# Domenico Canevaro
Domenico Canevaro (Génova, 5 de agosto de 1683 – Génova, 15 de fevereiro de 1745) foi o 156.º Doge da República de Génova e rei da Córsega.

## Biografia
Canevaro foi nomeado com uma considerável maioria de votos na eleição para o cargo de Doge de 20 de fevereiro de 1742, o n.º cento e onze na sucessão bienal e o n.º cento e cinquenta e seis na história republicana. Como Doge, ele também foi investido no cargo bienal de rei da Córsega. Por ocasião da sua coroação na Catedral de San Lorenzo, no dia 7 de julho de 1742, a cerimónia foi oficiada por Dom Agostino Saluzzo, bispo da Diocese de Mariana e Accia. No final do período de dois anos, a 20 de fevereiro de 1744, o ex-Doge retirou-se para a vida privada. Pouco após ser eleito deputado para os assuntos marítimos, morreu em Génova no dia 15 de fevereiro de 1745.